# Chariergus tabidus
Chariergus tabidus là một loài bọ cánh cứng trong họ Cerambycidae.